# Саркисян, Вазген Завенович
Вазге́н Заве́нович Саркися́н (также Саргсян, арм. Վազգեն Սարգսյան, 5 марта 1959, Арарат — 27 октября 1999, Ереван) — армянский государственный и военный деятель, писатель, Национальный Герой Армении (1999, посмертно) и Герой Арцаха (1998). Первый министр обороны Армении 1991—1992 и 1995—1999 годах, премьер-министр Армении с 11 июня до 27 октября 1999 года. Погиб в результате террористического акта 27 октября 1999 года в армянском парламенте. Прозаик, автор книг и публицистических статей.

## Биография
- 1966—1976 — Араратская сельская средняя школа.
- 1976—1980 — Ереванский государственный институт физической культуры.
- 1979—1983 — учитель физкультуры средней школы в родном селе.
- 1983—1986 — секретарь комсомольской организации Араратского комбината «Цемент-шифер».
- 1983 — член Союза писателей СССР.
- 1986—1989 — заведующий отделом публицистики литературного общественно-политического журнала «Гарун».
- 1987 — лауреат ежегодной премии Ленинского Комсомола в области литературы за книгу «Проверка хлебом» (арм. Հացի փորձություն).
- 1990—1995 — депутат Верховного совета Армянской ССР, Председатель постоянной комиссии по вопросам обороны и внутренних дел.
- 1990—1992 — командир добровольческих отрядов народного ополчения «Еркрапа».
- 1991—1992 — Министр обороны Армении.
- 1992—1993 — Советник президента Республики Армения по вопросам обороны, представитель Президента Республики Армения в приграничных районах Армении.
- С 1993 — Председатель добровольческого союза «Еркрапа» («Народное ополчение»).
- 1993—1995 — Государственный министр Республики Армения по вопросам обороны, безопасности и внутренних дел.
- 1995—1999 — Министр обороны Республики Армения.
- С июня по октябрь 1999 — Премьер-министр Республики Армения.
- 1998 — Удостоен звания «Герой Арцаха», награждён орденом «Золотой Орёл».

Погиб во время теракта 27 октября 1999 года, когда в зал заседаний Национального Собрания Армении ворвалась группа террористов и расстреляла находившихся здесь руководителей и членов Национального Собрания и правительства.
- 1999 — Удостоен звания «Национальный герой Республики Армения» (1999, посмертно).

## Память
2000 — в Армении и в НКР его именем были названы улицы (в Ереване, Гюмри, Степанакерте и др.), школы, воинские части и военный институт, стадион, медаль.
Имя Вазгена Саркисяна было присвоено мотострелковому полку в составе 4-го армейского корпуса Сухопутных войск Армении.
Посмертно избран Вечным председателем «Еркрапа».

## Галерея

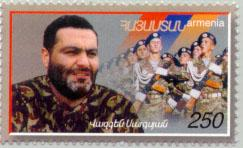